# NGC 1798
NGC 1798 est un amas ouvert situé dans la constellation du Cocher. Il a été découvert par l'astronome américain Edward Barnard en 1885.
NGC 1798 est à une distance d'environ 3 550 pc (∼11 600 al) du système solaire et les dernières estimations donnent un âge de 1,6 milliard d'années. 
La taille apparente de l'amas est de 5,0 minutes d'arc, ce qui, compte tenu de la distance, donne une taille réelle maximale d'environ 16,8 années-lumière. 
Selon la classification des amas ouverts de Robert Trumpler, cet amas renferme entre 50 et 100 étoiles (lettre m) dont la concentration est moyenne (II) et dont les magnitudes se répartissent sur un intervalle moyen (le chiffre 2).